# Angey

Angey este o comună în departamentul Manche, Franța. În 1 ianuarie 2018 avea o populație de 287 de locuitori.